# ペプシチャレンジ
ペプシチャレンジとは、米国ペプシコ社の、広告戦略として行われた企画の一つ。比較広告を軸としている。

## 概要

### ペプシの調査
同業のコーラ製造メーカーであるコカ・コーラに大きく販売面で水をあけられたアメリカのペプシコ社が売り上げアップ策の一環として企画したものである。
1960年代に若者嗜好で売り上げを伸ばそうと「ペプシ・ジェネレーション」というキャンペーンを実施。ジョージア州（コカ・コーラの本拠地）など一部でこそ及ばない地域があったが、それでもペプシの知名度を挙げることに成功した。
そこで、同社の営業スタッフのボタッシュが調査したところ、「コーラは味覚よりもブランドネームで選ぶ傾向にある」という事実がわかった。
しかし、人は情報が遮断されている状態では味覚的により甘いものを美味しいと判断する傾向があり目隠しされた状態で甘味量の多いペプシを選ぶのはごく自然的な事だとも言える。

### 試飲キャンペーン
『ペプシ・チャレンジ』と呼ばれる一連のキャンペーンが1975年アメリカと1980年代日本において行われた。これは一般消費者を対象にペプシ・コーラとコカ・コーラを飲み比べ、ペプシの優位性をアピールするためのキャンペーンであった。
このキャンペーンは、ユーザーにブランドを伏せ｢A社のコーラ｣と｢B社のコーラ｣を飲み比べしてもらい、どちらがおいしいかを選んでもらうというものだった。
このキャンペーンに参加した多くが「ペプシ・コーラ」を選好。中には自称「コカ・コーラ愛好家」も含まれていた。ブランド名を伏せた状態の評価でペプシが選好されたにもかかわらず、その後で「ペプシかコカどちらを選ぶか」とブランド名称が示された場合には、多くの人が「コカ・コーラ」を選んだという結果になった。この現象は『ペプシ・パラドクス』（Pepsi-paradox）として知られている。
この調査結果は全米各地に打電され、会場のテキサス州では、ペプシのシェアが飛躍的に伸びたといわれている。

## 日本でのキャンペーン
日本では1981年に北海道限定で「くらべて決めようあなたのコーラ」をキャッチフレーズに、アメリカ同様の試飲調査、およびCM放映が実施された。当時は比較相手のブランドは伏せられていたが、現在のペプシ公式ウェブサイトでコカ・コーラであった事が明かされている。これによると2人に1人がペプシコーラを選んだとしている。同種のキャンペーンは1983年以降に北海道外の地域でも行われ、これに合わせ新しいCMも制作された。
1992年にはアメリカのラップ歌手・M.C.ハマーがコカ･コーラと飲み比べをするCMを放映した。ペプシが好きなハマーがライブ中にコカ・コーラを飲むとバラードを歌い出してしまった、という内容で、ライバル製品を名指しした日本初の本格的な比較広告として注目を浴びた。
後に「放送倫理に反する行為ではないか」など批判が寄せられたとして、僅かな期間で放送中止に追い込まれたが、ペプシ側は問い合わせや要望が相次いだとして新聞紙上でCMを紹介する広告を出したほか、修正されていない比較CMをまとめたVHSビデオテープを期間限定で希望者にプレゼントした。
その後、英語のナレーションの「Coke」という部分に自主規制音、コカ・コーラの字幕を「他のコーラ」に差し替え、画面に登場するコカ・コーラの缶にモザイク処理した「修正版」を放送。「もっとカロリーをとりたい方へ、ダイエットペプシはおすすめできません。コカ・コーラ ライトをおすすめします。」などの新たな新聞広告も展開した。ペプシではこれらの広告を「ユーモアCM」と呼んでいて、修正版のCMには「かわいた心にはユーモア。かわいたノドにはペプシコーラ。」の一文が添えられている。
2014年3月1日には、同社のゼロカロリーコーラである「ペプシネックスゼロ」発売に伴い、コカ・コーラ社製品「コカ・コーラ ゼロ」との飲み比べ実験の結果を放送するCMを放送している。（前回とは違いコカ・コーラ ゼロにモザイクはかかっていない）